# Chênex
Chênex é uma comuna francesa na região administrativa de Auvérnia-Ródano-Alpes, no departamento da Alta Saboia. Estende-se por uma área de 5.38 km². Em 2010 a comuna tinha 827 habitantes (densidade: 153,7 hab./km²).